# Estación Azul (Belgrano)
Azul es el nombre que recibía una estación de ferrocarril ubicada en la ciudad homónima, provincia de Buenos Aires, Argentina.

## Servicios
En 1957 el ferrocarril  provincial es anexado al ferrocarril Gral. Belgrano. Al producir perdidas fue clausurado el 28 de octubre de 1961 y es rehabilitado nuevamente el 26 de abril de 1964.
Comienza su recorrido  en Avellaneda, pasando por La Plata, Carlos Berguerie, Covello, Ariel y Azul.
Actualmente se encuentra inactiva y allí funciona el jardín maternal.